# Сляпович Олена Самійлівна
Олена Самійлівна Сляпович (нар. 13 жовтня 1951, Мінськ, БРСР) — білоруський психолог, професор, доктор психологічних наук, є найактивнішою дослідницею у галузі спеціальної психології в Білорусі та однією з найбільш авторитетних на пострадянському просторі. За свою професійну кар'єру Сляпович опублікувала понад 150 робіт. Більшість із них присвячені вивченню дітей з розумовими та фізичними вадами. Найзначніша монографія «Ігрова діяльність дітей із затримкою психічного розвитку» (1990) була опублікована також і японською мовою.

## Життєпис
Олена Сляпович народилася 13 жовтня 1951 року в Мінську. У 1972 році вона з відзнакою закінчила Білоруський державний педагогічний інститут. М. Горького за спеціальністю вчителя-логопеда допоміжної школи. Після цього вона три роки працювала завідувачем логопедичного кабінету в Молодечно. Паралельно вона готується до вступних іспитів до аспірантури. Вже в цей період Олена виявляла інтерес до дітей з мовними та інтелектуальними вадами і вже тоді формувала до них особливе ставлення. Таке ставлення було не просто дослідницьким інтересом вченого. Швидше, це можна охарактеризувати як особисту участь, як щось, що дозволяє дитині сприймати себе як власну гідність незалежно від своїх здібностей. У своїх пізніших роботах Олена Сляпович називала це ставлення словами Редьярад Кіплінга: «Ми однієї крові: ти і я».
У 1978 році Олена Самойлівна захистила кандидатську дисертацію на тему: «Активне мовлення дошкільників із затримкою психічного розвитку». Дисертація отримала високу оцінку психолінгвістів.
Повернувшись до Мінська, Олена працювала в Національному інституті освіти до 1986 р. У цей час вона вивчала особливості дітей із затримкою психічного розвитку і багато в чому завдяки їй в республіці відкрила школи, які працюють за спеціальними програмами для таких дітей.
З 1986 по 1990 рік. Олена працює на кафедрі олігофреничної педагогіки дефектологічного факультету Білоруського державного педагогічного інституту. Згодом перейшла на факультет перепідготовки.
Сляпович почала створювати особливий напрямок психологічних досліджень, в якому спеціальна психологія трактувалась як психологічна практика роботи з дітьми-інвалідами в психофізичному розвитку.
У 1994 році в Москві було захищено докторську дисертацію за циклом праць, опублікованих Оленою Самійлівною на тему «Психологічна структура розумової відсталості в дошкільному віці».
В БДУ А. С. Сляпович викладає на кафедрі психології курс «Спеціальна психологія» (68 годин) та спецкурс «Психодіагностика та психокорекція аномального розвитку дитини» (34 години), а також на кафедрах філософії та соціології курс «Психологія» (68 годин).

## Наукова діяльність
Займається дослідженням спеціальної психології, педагогічної психології та психології розвитку. Тематика: ігрова діяльність дітей з інтелектуальними вадами, розвиток мовлення у дітей з інтелектуальними вадами, диференційна діагностика розладів у психофізичному розвитку, психологічна структура розумової відсталості, аномальна дитина в структурі сім'ї, практика психологічної допомоги дітям з легкими психічними розладами розвиток, підготовка психологів до роботи з дітьми з психофізичним розвитком.